# Isaac-Louis de Forant
Isaac-Louis de Forant, né probablement vers 1685 à La Tremblade (Saintonge) et mort le 10 mai 1740 à Louisbourg (Nouvelle-Écosse) est un officier de marine et administrateur colonial français du XVIIIe siècle. Il est gouverneur de l'Île Royale (Cap-Breton) du 1er avril 1739 jusqu'à sa mort. Il meurt moins d'un an après sa nomination.

## Biographie

### Origines
Isaac-Louis est le fils de Job Forant (v.1630–1692) qui, à la suite de sa renonciation au calvinisme, est promu au grade de chef d’escadre dans la Marine royale française en 1686, et de Marguerite Richer.

### Carrière militaire

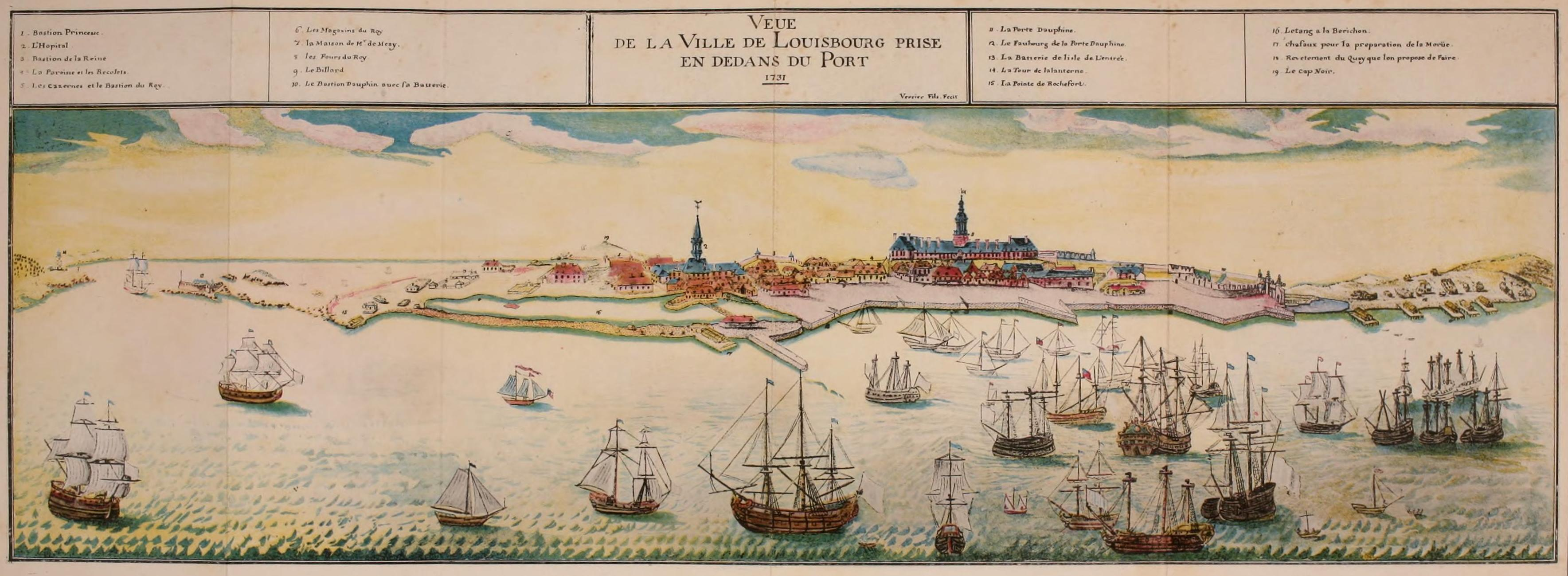
Louisbourg, à l’époque où Isaac-Louis de Forant y est nommé gouverneur.

Isaac-Louis de Forant commence sa carrière militaire dans la Marine royale comme garde de la Marine au département de Rochefort le 19 novembre 1703. Le 1er novembre 1705, il est promu enseigne de vaisseau puis lieutenant de vaisseau, le 12 novembre 1712. Il est ensuite commandant du Héros entre 1720 et 1740, période au cours de laquelle il effectue de nombreux voyages vers Québec et Louisbourg. 
Le 1er avril 1739, il est nommé gouverneur de l'Île Royale (Cap-Breton), en même temps que François Bigot (qui devient commissaire-ordonnateur). Il est très mécontent de cette affectation, considérant ce poste comme mineur; le ministre de la Marine Maurepas le convainc d'accepter le poste. La mission principale de Forant et Bigot est de rétablir l'ordre au sein de la colonie, le désordre, essentiellement causé par des militaires, engendrant un retard de développement. Une fois sur place, il réorganise les forces militaires, et il crée une école d'artillerie, instrument indispensable à la défense de Louisbourg.
Forant meurt au bout de quelques mois, le 10 mai 1740 d'une fluxion de poitrine. Il a été fait chevalier de Saint-Louis à une date inconnue.